# Датско-казахстанские отношения
Казахстанско-датские отношения — двусторонние дипломатические отношения отношения между Республикой Казахстан и Королевством Дания были установлены в 7 мая 1992 года.

## Посольства
21 февраля 2015 года Президент Казахстана Нурсултан Назарбаев назначил Дастана Елеукенова, чрезвычайного и полномочного посола Казахстана в Швеции, Посолом в Дании по совместительству.
28 ноября 2013 года Государственный секретарь Казахстана Марат Тажин принял верительную грамоту от Томаса Винклера, чрезвычайного и полномочного посола Королевства Дания в Российской Федерации, а по совместительству Посла в Казахстане, Кыргызстане, Беларуси, Узбекистане, Туркменистане и Таджикистане.

## Встречи на высшем уровне
В 2000 году Президент Казахстана Нурсултан Назарбаев с официальным визитом посетил Королевство Дания.
9 февраля 2010 года Нурлан Онжанов, Посол Казахстана в Германии и по совместительству в Дании встретился с государственным секретарем Министерства иностранных дел Дании Микаэлем Цильмер-Йонсом.

## Экономическое и торговое сотрудничество
На 1 мая 2015 года в Казахстане зарегистрировано 35 совместных казахстанско-датских предприятий.

## Правовое сотрудничество
Казахстан (14 февраля 2009 года), а затем и Дания (6 апреля 2010 года) отменили визы для всех владельцев дипломатических паспортов.